# Schönfärberei
Schönfärberei bedeutet, rednerisch oder textlich eine schlechte Sache besser dastehen zu lassen. Ein Schönfärber versucht sie demnach in günstigem und nicht der Wahrheit entsprechendem Licht darzustellen.

## Berufsstand der Schönfärber
Der Begriff entstammt der mittelalterlichen Berufssprache der Färber. Besondere Berufsgruppen waren die Schwarzfärber, die es verstanden, ein tiefes Schwarz zu erreichen. Die Schönfärber waren es, die es verstanden und denen es zustand, die schönen roten Töne der Färbung wertvoller Stoffe auszuführen. So gab es gesonderte Innungen der Schwarz- und Schönfärber, die sich von den „unsauber“ und einfach arbeitenden Färbern abgrenzten. Auch weitere schwierige Farbtöne gehörten zur Ausführung der zünftigen Schönfärberei. Zudem gelang es den Schönfärbern, weniger wertvollen Stoffen eine schönere Färbung und den Eindruck einer besseren Qualität vorzutäuschen. Mitunter gehörten die Waidfärber zu den Innungen der Schönfärber. Die Waid- oder Blaufärber hatten Kenntnis, aus der Küpe des Färberwaids das Blaufärben der Stoffe auszuführen.

## Übertragene Bedeutung
In der Neuzeit ist der Begriff auf das beschönigende Überformen von ungünstigen Themen übertragen worden. Eine beschönigende, schönfärberische Darstellung ist nicht auf einen bestimmten Sprachgebrauch oder auf einen einzelnen Themenkreis beschränkt, sondern findet sich überall in Schrift und Sprache. Eine Form der Schönfärberei sind euphemistische Ausdrücke, die z. B. im öffentlichen Bereich in der Politik und in der Wirtschaft angewendet werden. Im Alltag werden dadurch Tabuthemen umgangen.
Ein anderes Anwendungsgebiet von Schönfärberei sind umschreibende Darstellungen in der Werbung und im Verkaufsgespräch, wenn unerwünschte Wirkungen durch geschicktes Ausformulieren vermieden und eine positive Meinung erzeugt werden soll.
Strategien der Schönfärberei und der Imagebildung werden häufig mit der Endung -washing in Bezug auf bestimmte Politikbereiche benannt. Im Bereich Umwelt beziehungsweise Umweltschutz und Nachhaltigkeit ist es Greenwashing oder Grünfärberei. Wenn Großveranstaltungen des Sports das Ansehen eines Staates verbessern sollen, wird gelegentlich von Sportswashing gesprochen. Unzulässige oder suggestive Gesundheitsversprechen in der Werbung werden als Healthwashing bezeichnet. Verwenden Marken oder Organisationen soziale Themen in ihrem Marketing, spricht man auch von Redwashing oder Woke Washing. Geht es dabei speziell um LGBT-Themen, wird das auch Pinkwashing genannt.